# Reinhold Münzenberg
Reinhold Münzenberg (Aquisgrán, 25 de enero de 1909-ibídem, 25 de junio de 1986) fue un dirigente deportivo, jugador y entrenador de fútbol alemán. En su etapa como jugador profesional se desempeñaba como defensa.
Fue presidente del Alemannia Aachen de 1974 a 1976. Tras finalizar su mandato, fue reemplazado por su sobrino Egon Münzenberg.

## Selección nacional
Fue internacional con la selección alemana en 41 ocasiones. Formó parte de la selección que obtuvo el tercer lugar en la Copa del Mundo de 1934.

### Participaciones en Copas del Mundo
| Mundial                        | Sede    | Resultado        | Partidos | Goles |
| ------------------------------ | ------- | ---------------- | -------- | ----- |
| Copa Mundial de Fútbol de 1934 | Italia  | Tercer lugar     | 1        | 0     |
| Copa Mundial de Fútbol de 1938 | Francia | Octavos de final | 0        | 0     |

### Participaciones en Juegos Olímpicos
| Olimpiada                       | Sede          | Resultado        | Partidos | Goles |
| ------------------------------- | ------------- | ---------------- | -------- | ----- |
| Juegos Olímpicos de Berlín 1936 | Alemania nazi | Cuartos de final | 2        | 0     |

## Clubes

### Como jugador
| Club                | País             | Año       |
| ------------------- | ---------------- | --------- |
| Alemannia Aquisgrán | Alemania nazi    | 1927-1938 |
| Werder Bremen       | Alemania nazi    | 1943      |
| LSV Hamburg         | Alemania nazi    | 1943-1944 |
| Alemannia Aquisgrán | Alemania Federal | 1946-1951 |

### Como entrenador
| Club                | País             | Año       |
| ------------------- | ---------------- | --------- |
| Alemannia Aquisgrán | Alemania nazi    | 1934-1936 |
| Alemannia Aquisgrán | Alemania Federal | 1949      |
| Alemannia Aquisgrán | Alemania Federal | 1950      |